# Limonia messaurea
Limonia messaurea är en tvåvingeart som beskrevs av Mendl 1971. Limonia messaurea ingår i släktet Limonia och familjen småharkrankar. Arten är reproducerande i Sverige.

## Underarter
Arten delas in i följande underarter:
- L. m. boreoorientalis
- L. m. messaurea